# 卡尔·兰德施泰纳
卡尔·兰德施泰纳（德語：Karl Landsteiner，1868年6月14日—1943年6月26日），美国籍奥地利细菌学家。1900年他发现了人类的ABO血型系统，为此他于1930年获得诺贝尔生理学或医学奖。1937年他又与亚历山大·所罗门·维纳一起发现了Rh血型系统。

## 生平
兰德施泰纳出生于维也纳，父亲列奥波德是一位著名的记者，他在兰德施泰纳六岁时就去世了。兰德施泰纳在维也纳大学学医，1891年他获医学博士学位。在他的学期他发表了一篇食品对血的成分的影响的论文。他当时认为血是一种“特别的汁”。
毕业后兰德施泰纳在国外待了五年，这段时间他在苏黎世、维尔茨堡和慕尼黑的实验室工作。1896年他回到维也纳，成为卫生研究所的助手。他在那里研究免疫的原理和抗体的实质。从1898年到1908年兰德施泰纳在维也纳大学研究病理解剖，从1908年到1919年他在维也纳的威廉米纳医院任院长。在这段时间里他发表了许多医学论文，其中包括关于小儿麻痹症的传染的问题的论文。
1901年兰德施泰纳发现了血型。他证明在从一个人向另一个人输血时被输入的血往往会在血管里凝结。1909年他可以分辨出A、B、AB和O四种主要的血型。他认识到同样血型的人之间输血不会导致血细胞被摧毁，但不同血型之间输血会导致上述的凝结。
今天我们知道，AB型的人可以接受所有其它血型的血，而O型的人可以为所有其他人输血。这个知识尤其对输血和外科手术非常重要。1930年兰德施泰纳因為这个发现获得诺贝尔生理学或医学奖。
1916年兰德施泰纳与列奥波蒂娜·海伦结婚，婚后两人很快就有了一个儿子。
第一次世界大战结束后兰德施泰纳首先移居荷兰，后来赴美国洛克菲勒医学研究所。在那里他继续对血型的研究。他与亚历山大·所罗门·维纳一起发现了恒河猴因子。这个因子首先是在恒河猴的血里发现的。此外兰德施泰纳继续他对血液中的抗体和抗原的研究。
在他的晚年兰德施泰纳主要研究肿瘤学，原因是他的夫人患甲状腺肿瘤。但在这方面他没有多少成果，他的夫人在他逝世后数月内也去世了。
兰德施泰纳是一位相当好的钢琴师，他家里的客厅放置着一台大钢琴。此外他很喜欢读书。
卡尔·兰德施泰纳在美国纽约的研究所工作中因心肌梗塞逝世。

## 其他
在奥地利将其货币改为欧元之前，奥地利先令的1000元纸币上印有兰德施泰纳的肖像。
从2004年开始兰德施泰纳的生日（6月14日）被定为世界献血日。
2005年在奥地利成立了一个卡尔·兰德施泰纳协会，其目的在于促进医学和相关科学的研究。
2016年6月14日，Google在主页发布涂鸦纪念本人。